# 구원 (기독교)
기독교에서 구원(救援, Salvation)이란 그리스도의 죽음과 부활을 통해 인간을 죄와 그 죄의 결과로부터 영혼을 구하는 것이다. 예수의 죽음이 인간을 대신한 속죄, 즉 대속(代贖)이라는 개념은 신약성경을 통해 제안된 것으로 바울 서신과 복음서에서 자세히 설명되었다. 바울은 신자들이 예수의 죽음과 부활에 참여함으로써 구속(救贖)된다고 보았다. 초기 기독교인들은 예수 그리스도의 희생적인 죽음과 그 후의 승천을 통해 유대인과 이방인 모두에게 열려 있는 새로운 언약에 참여하고 있다고 여겼다.
초기 기독교에서 예수의 인격과 인간 구원에서의 희생적 역할에 대한 믿음은 교부들, 중세의 작가들, 현대 학자들에 의해 다양한 속죄론으로 더욱 발전되었다. 이러한 이론으로는 배상금 이론(ransom theory), 그리스도 승리 이론(Christus Victor), 총괄갱신론, 만족 이론, 형벌 대속 이론, 도덕적 영향 이론 등이 있다.
구원론(soteriology)에 대한 다양한 견해는 기독교의 여러 교파를 구분 짓는 주요 차이점 중 하나로, 동방 정교회, 로마 카톨릭과 개신교, 그리고 개신교 안에서, 특히 칼뱅주의 - 알미니안주의 논쟁에서 불일치가 있다. 여기에는 죄와 타락(인간의 죄된 본성), 칭의(죄의 결과를 제거하는 하나님의 방법), 속죄(예수의 고난, 죽음, 부활을 통한 죄의 용서나 사면)의 정의에 대한 상반된 해석이 포함된다.

## 정의와 범위

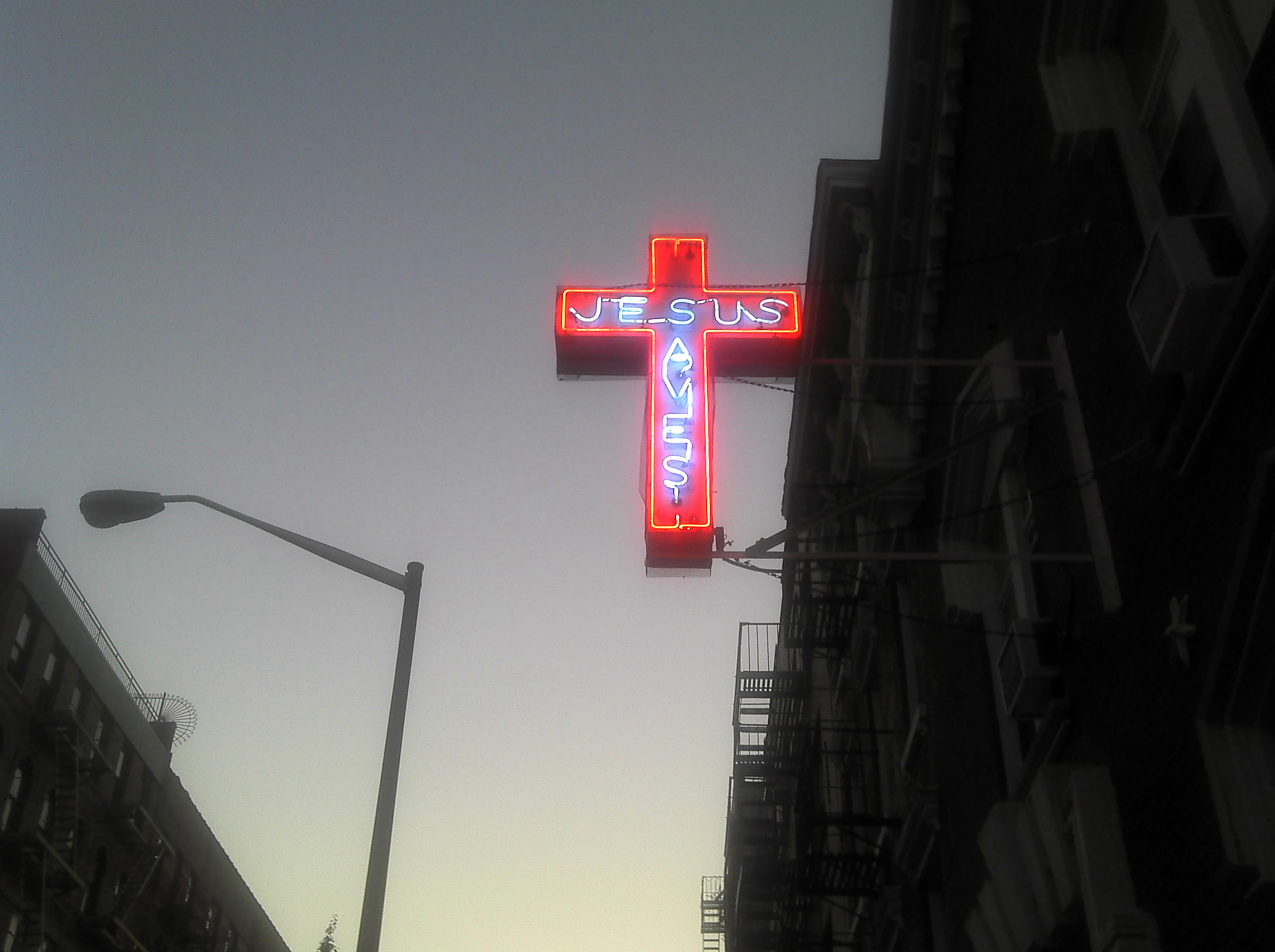
뉴욕시의 한 개신교 교회 외부에 'Jesus saves'(예수는 구원한다)는 문구가 적힌 네온 십자가

기독교에서 구원, 즉 구속이나 해방은 "그리스도의 죽음과 부활을 통해 인간을 죽음과 하나님과의 분리로부터 구원하는 것"을 의미한다.
기독교의 구원은 속죄 자체뿐만 아니라, 신앙, 세례, 순종을 통해 이 구원에 어떻게 참여할 수 있는지, 이 구원이 개인적인 것인지 아니면 보편적인 것인지에 대한 질문도 포함된다. 또한 천국, 지옥, 연옥, 영혼의 수면, 소멸 등 사후 세계와 관련된 질문들도 포함된다. 여러 교파 간의 갈등은 죄, 칭의, 속죄에 대한 상반된 정의로 인해 발생한다.

## 죄
동방 정교회와 구분하여 서방 기독교의 죄악론은 죄는 신의 위격들과 성경법을 멸시하고 타인에게 해를 끼치는 행위로, 신과 그 영원한 법에 반하는 인간의 악한 행위로 설명된다. 아우구스티누스는 죄를 "신의 영원한 법에 반하는 말, 행동, 또는 욕망"으로 정의했다.
기독교 전통은 죄를 인간의 본질적인 성격으로 간주하는데, 전통적으로 원죄, 즉 아담이 에덴 동산에서 선악을 알게 하는 나무의 금지된 열매를 먹고 반역한 데서 비롯된 인류의 타락으로 인해 발생한 것이다. 바울은 이를 로마서 5:12-19에서 설명하며, 아우구스티누스는 이를 서방에서 "유전적 죄"라는 개념으로 발전시켜 아담과 하와의 후손 모두가 아담의 반역에 대해 하나님께 책임을 지며, 그 결과 개인적으로 저지른 죄와 상관없이 모든 사람이 신의 진노와 정죄를 받아 마땅한 것이라고 주장했다.
전적 타락 역시 원죄 개념에서 유래한 개신교 신학 교리로, 인간의 타락한 본성으로 인해 이 세상에 태어난 모든 사람이 죄의 노예로서 스스로의 의지로는 야훼를 따르거나 악을 피하거나 제안된 구원의 선물을 받아들일 수 없다는 교리를 가르친다. 이 교리는 많은 개신교 신앙 고백과 교리문답이 다양한 스펙트럼으로 지지하는 것으로, 칼뱅주의는 이를 불가항력적 은총과 결합하여 가르친다. 감리교 등 아르미니우스주의에서는 전적 타락을 믿고 가르치지만, 불가항력적 은총과는 구별되는 선행 은총을 가르친다.

## 같이 보기
- 그리스도론
- 교회론
- 영생 (기독교)
- 구속자 (기독교)
- 속죄

### 내용주
1. ↑  Definition of salvation in Christianity: Oxford English Dictionary, 2nd ed. 1989: "The saving of the soul; the deliverance from sin and its consequences"
2. ↑  "Traditional Christianity maintains that human beings are subject to death and eternal separation from God as a result of their sinfulness, but that they can be saved from this condition somehow as a result of what we might refer to as "the work of Jesus", which work includes at least his suffering and death on the cross, and perhaps also his sinless life, resurrection, and ascension. We have used the term 'theories of the atonement' here because that is the term most commonly used in the philosophical literature on this topic, and it is a term often enough used in theology as well. But it is not a neutral term. Rather, it already embodies a partial theory about what human salvation involves and about what the work of Christ accomplishes. In particular, it presupposes that saving human beings from death and separation from God primarily involves atoning for sin rather than (say) delivering human beings from some kind of bondage, repairing human nature, or something else. In the New Testament we find various terms and phrases (in addition to 'salvation') used to characterize or describe what the work of Jesus accomplished on behalf of humanity—e.g., justification, redemption or ransom, reconciliation, deliverance from sin, re-creation or rebirth, the offering of an atoning sacrifice, abundant life, and eternal life. Obviously these terms are not all synonymous; so part of the task of an overall theology of salvation—a soteriology—is to sort out the relations among these various terms and phrases (is salvation simply to be identified with eternal life, for example?), to determine which are to be taken literally and which are mere metaphors, and to explain which effects have been brought about by Jesus' life, which by his death, which by his resurrection, and so on. In light of all this, some theologians and philosophers deliberately avoid talking about 'theories of the atonement' and talk instead about (e.g.) 'the theology of reconciliation' or theories about 'the redemption', etc."Murray & Rea 2012
3. ↑  "At the heart of Christian faith is the reality and hope of salvation in Jesus Christ. Christian faith is faith in the God of salvation revealed in Jesus of Nazareth. The Christian tradition has always equated this salvation with the transcendent, eschatological fulfillment of human existence in a life freed from sin, finitude, and mortality and united with the triune God. This is perhaps the non-negotiable item of Christian faith. What has been a matter of debate is the relation between salvation and our activities in the world."Min 1989, 79쪽

### 참조주
1. ↑  Murray & Rea 2012.
2. 1 2 3  Holcomb 2017, 2쪽.
3. ↑  Newman 1982, 123쪽.
4. ↑  Parry 2004.
5. ↑  Sabourin 1993, 696쪽.
6. ↑  Contra Faustum Manichaeum, 22,27; PL 42,418; cf. Thomas Aquinas, STh I–II q71 a6.
7. ↑  Cross & Livingston 2005d, 1202쪽, Original sin.
8. ↑  Bavinck 2006, 75–125쪽: detail the historical development of hamartiology, including Pelagius's position and the mediating positions

## 참고 문헌
- Atkin, James. The Salvation Controversy. San Diego, Calif.: Catholic Answers, 2001. ISBN 1-888992-18-2
- Jackson, Gregory Lee. Justification by Faith: Luther versus the U.O.J. [i.e. "Universal Objective Justification" Lutheran] Pietists. [Glendale, Ariz.]: Martin Chemnitz Press, 2012. ISBN 978-0-557-66008-7
- Lutheran World Federation and Roman Catholic Church. Joint Declaration on the Doctrine of Justification. English language ed. Grand Rapids, Mich.: W. B. Eerdmans Publishing Co., 2000. ISBN 978-0-8028-4774-4

### 웹
1. ↑  “Christian Doctrines of Salvation”. 《Religion facts》. 2017년 3월 22일. 2020년 3월 31일에 확인함.